# Фадеев, Леонид Герасимович
Леонид Герасимович Фадеев — советский и русский поэт, прозаик, публицист, журналист. Член Союза журналистов СССР с 1962 года, Член Союза писателей России, член Некрасовского комитета СП России, лауреат литературных премий.

## Биография
Родился 5 ноября 1935 года в дер. Шибихино Всходского (ныне Угранского) района Смоленской области.
Во время Великой Отечественной войны в конце февраля 1943 года фашисты дотла спалили деревню Шибихино. Построив в колонну женщин, стариков и детей, фашисты погнали невольников под конвоем автоматчиков по заснеженному бездорожью к железнодорожной станции. Немцы расстреливали тех, кто, обессилев, падал на снег. Было страшно: ведь каждый из них мог быть следующим. Уцелевших в том изнурительном, смертельном походе женщин, стариков и детей фашистские изверги подогнали к железнодорожному составу, затолкали всех прикладами в товарные вагоны — «телятники», закрыли наглухо двери и повезли на запад, в лагеря смерти. К счастью, не довезли — спасло наступление Красной Армии. Фашисты в спешке бросили набитый русскими невольниками эшелон на одной из товарных станций в Белоруссии. Чтобы не умереть с голоду семилетний Лёня Фадеев вместе с бабушкой ходили по деревням в поисках ночлега, просили милостыню. Многие белорусские села, через которые они шли, напоминали им спаленные смоленские: такие же пепелища и торчащие черные печные трубы. Фашистское рабство, холод, голод, карательные операции гитлеровцев, поджоги, расстрелы — весь кошмар жизни на оккупированной территории, оставили глубокие незаживающие раны в душе малолетнего ребёнка на всю его жизнь.
После войны семья Фадеевых осталась в Белоруссии, где в 1954 году будущий писатель Леонид Фадеев окончил Сновскую среднюю школу Несвижского района Минской области. Первое своё стихотворение написал в 12 лет. Служил в армии. Затем окончил филологический факультет Белорусского госуниверситета. Получил диплом журналиста. 25 лет на репортёрской работе на Гостелерадио. Репортажи вёл на белорусском и русском языках.
В Москве с 1984 года по семейным обстоятельствам. Работал в районной газете, старшим научным сотрудником в одном из НИИ, профсоюзным чиновником, слесарем-сборщиком на заводе, дворником, председателем садоводческого товарищества, был народным депутатом.
Искалеченное войной детство прошло через всё творчество Леонида Герасимовича и сложилось в единый образ многострадальной русской Хатыни. Первые стихи о сожжённых русских деревнях — русских Хатынях были написаны поэтом в 1972—1973 годах.
Леонид Герасимович Фадеев — многожанровый поэт, писатель. Лирика гражданская, военная, любовная, пейзажная, философская. Проза: рассказы, эссе, повести.
Автор поэтических сборников: «Мамино поле», «Колыбель», «Из глубин родимые ключи», «Живая капелька твоя», «Благодарение», «Благовест», «Годы и память, войной опалённые», «К свету и добру. Смоленщина моя», «Русские Хатыни. Сыновний плач», «Земной поклон», «Катюшин берег», «Струны мои тихие», «Эхо вчерашнего века», «Нескучные мысли», «Лестница жизни, или Здравствуй, мир!», «А вот и я», «Для внуков деревца растил. Избранное», «Хлеб Диогена или записки дворника», «Выживанием сильны».
28 октября 2012 года Леонид Герасимович ушёл из жизни. Причина смерти — пневмония. Похоронен писатель в Москве на Преображенском кладбище (участок № 26).

## Рецензии
1. «Творчество Леонида Фадеева — своеобразный дневник его души, которая дышит одним воздухом с Отечеством, переживает радости и горести, не теряет надежды на возрождение России. Во многих своих стихах Леонид Фадеев задавался вопросом о предназначении поэта, размышлял о том, останется ли след от его творчества в сердцах читателей. И сегодня, когда проходят годы после ухода из жизни, мы можем с уверенностью сказать, что его поэтические строчки, призывающие к свету и добру, оставляют всё более глубокий след в душах читателей. И здесь надо отдать должное его верной жене, его Музе, другу, соратнице Людмиле Валентиновне Фадеевой… Благодаря её преданности и неимоверному труду число почитателей творчества замечательного поэта Леонида Фадеева растет как среди людей старшего поколения, так и молодежи, и его яркий, самобытный голос набирает силу солиста в огромном поэтическом хоре, и чьё творчество — несомненный вклад в современную русскую литературу.»
Людмила Авдеева — поэт, литературовед, член СП России.
2. «Рядом с нами неторопливо и неброско работает талантливый русский поэт. Особенно привлекают в стихах Леонида Фадеева их внутренняя органичность и глубинная привязанность к родной смоленской земле. В них угадывается чистая, добрая традиция выдающихся мастеров русского слова — Александра Твардовского, Михаила Исаковского, Николая Рыленкова. Это отнюдь не подражание и перепевы, а посильное продолжение незаёмной сердечной песни-исповеди».
Геннадий БУРАВКИН, белорусский поэт, г. Минск
3. «Леонид Фадеев — поэт судьбы поистине многосложной и многострадальной, но тем и интересной. Оттого и стихи его, звуча естественно и гармонично-песенно, сразу ложатся на душу. Поклон его творчеству, поклон его памяти, поклон его верной подруге — путнице жизни Людмиле Валентиновне, поклон всем тем, кто любит и чтит память этого удивительного человека и поэта — Леонида Герасимовича Фадеева».
Олег Дорогань — поэт, публицист, литературный критик, секретарь СП России, председатель Смоленской организации СП России.
4. «Леонид Фадеев — настоящий русский поэт, человек, тесно связанный с жизнью, традициями, бытом, заботами родного народа, он по сути дела, эти традиции, радости и горести несёт в своей душе, в своём сердце.
Слово его настолько народно, семейно и родственно каждому русскому человеку, что, читая его стихи, невольно возвращаешься к своим корням, традициям, праздникам, к национальным песням, русским поэтам и нашим героям.
Творчество поэта Леонида Фадеева — это наша с вами жизнь, наши с вами желания и надежды во имя доброго каждого из нас и нашей многострадальной России.»
Валентин Сорокин — русский поэт, прозаик, публицист, лауреат государственной премии РСФСР им. Максима Горького, международной премии им. Михаила Шолохова, Всероссийской премии им. Сергея Есенина и др. наград.
5. «Фадеев не из пустых свистунов, а даровитый поэт. Он не орёт во всю глотку, а раздумчив, гармоничен и органичен».
Владимир Фомичёв, поэт, прозаик, публицист.
6. "Скажу прямо: стихи Леонида Фадеева — не громки, традиционны и незамысловаты по форме. Но они глубоки по содержанию, мысли. Нет сомнения, что в русскую литературу пришел большой поэт. Уже в первой его книге «Мамино поле», вышедшей в Минске в 1995 году, когда поэту стукнуло шесть десятков, известный русский поэт-земляк, тоже родом из Смоленщины, Владимир Фирсов писал о ней как о значительном явлении в поэзии, рекомендуя автора в Союз писателей: «Стихи Леонида Фадеева привлекают подлинным лиризмом, душевной теплотой и сердечностью… Перед нами поэт, сын смоленской земли, которому дорога Россия с её великим прошлым и с горестными нынешними днями…»
Леонид ХАНБЕКОВ, критик, вице-президент Академии российской литературы